# Condado de Yilan

Localização em Taiwan

Condado de Yilan (chinês tradicional: 宜蘭縣, pinyin: Yílán Xiàn, Wade–Giles: I2-lan2 Hsien4) é um condado no nordeste da ilha Formosa. Yilan é administrado oficialmente como um condado da República da China, comumente chamada de Taiwan. Sua população é de 458 777 habitantes.